# 广恩郡
广恩郡，中国南北朝时设置的郡。
北周建德六年（577年）在河州广川防置广恩郡，治所在广恩县（今甘肃碌曲县东双岔乡），下辖广恩县一县，隶属于旭州，辖境约当今甘肃省碌曲县东部地区。隋文帝开皇三年（583年）废广恩郡，所属地区直属旭州。